# Agrotis aspersula
Agrotis aspersula är en fjärilsart som beskrevs av Köhler 1966. Agrotis aspersula ingår i släktet Agrotis och familjen nattflyn. Inga underarter finns listade i Catalogue of Life.